# Gene Moskowitz-díj
A Gene Moskowitz-díj angolul: Gene Moskowitz Prize) a Magyar Filmszemle különdíja volt 1984 és 2010 között, melyet a rendezvényen résztvevő külföldi filmkritikusok titkos szavazatai alapján osztottak ki az általuk legjobbnak ítélt nagyjátékfilmnek. A díjat a film rendezője vehette át.

## Története
Annak ellenére, hogy a Magyar Játékfilmszemle nemzeti és nem nemzetközi filmfesztivál volt, az 1970-es években már közel száz külföldi vendég látogatott el Pécsre, hogy többet tudjon meg a magyar filmművészet legújabb produkcióiról. A fesztiváligazgatók, nemzetközi fesztiválok előválogatói, programigazgatók és a nemzetközi szaksajtó képviselői között volt a magyar származású amerikai filmkritikus, Gene Moskowitz (1928–1982), a tekintélyes hollywoodi Variety című szaklap munkatársa, párizsi irodájának vezetője.
Az 1983-ban megrendezett XV. Játékfilmszemle idején merült fel a külföldi kritikusok körében, hogy a magyar filmes seregszemlét szívén viselő, az előző év végén elhunyt kollégájuk emlékére díjat alapítanak, amelyet róla neveznek el. A díjat első alkalommal a következő évi rendezvényen ítélték oda. Az évek folyamán a díjnak egyre nagyobb presztízse lett, mivel a magyar szervezőktől és zsűriktől független külföldi filmes szakírók értékítéletét tükrözte.
A Magyar Filmszemlékre a külföldi tudósítókat a Filmunió hívta meg. Tekintettel arra, hogy finanszírozási gondok miatt a 42. seregszemle megrendezése kérdésessé vált, Vezér Éva, Magyarország nemzetközi filmpromóciós testületének vezetője 2010. decemberében tájékoztatta a nemzetközi sajtót, hogy a rendezvényt elhalasztják. Mivel a további szemlék sorsa, így a vendégek időben történő meghívása is bizonytalan lett, a díjazás a 2010-es gálával véget ért.

## Díjazottak
| #   | Év   | A díjazott film címe                     | Rendező                             | Megj.  |
| --- | ---- | ---------------------------------------- | ----------------------------------- | ------ |
| 16. | 1984 | Napló gyermekeimnek                      | Mészáros Márta                      | [ 5 ]  |
| 17. | 1985 | Redl ezredes                             | Szabó István                        | [ 8 ]  |
| 18. | 1986 | Visszaszámlálás                          | Erdőss Pál                          | [ 9 ]  |
| 19. | 1987 | Hol volt, hol nem volt                   | Gazdag Gyula                        | [ 5 ]  |
| 20. | 1988 | Kárhozat                                 | Tarr Béla                           | [ 6 ]  |
| 21. | 1989 | Az én XX. századom                       | Enyedi Ildikó                       | [ 10 ] |
| 22. | 1990 | Céllövölde                               | Sopsits Árpád                       | [ 11 ] |
| —   | 1991 | Nem tartottak filmszemlét                | Nem tartottak filmszemlét           | [ 12 ] |
| 23. | 1992 | Nem osztottak díjakat a filmszemlén      | Nem osztottak díjakat a filmszemlén | [ 13 ] |
| 24. | 1993 | Gyerekgyilkosságok                       | Szabó Ildikó                        | [ 14 ] |
| 25. | 1994 | Woyzeck                                  | Szász János                         | [ 15 ] |
| 26. | 1995 | A részleg                                | Gothár Péter                        | [ 16 ] |
| 27. | 1996 | Bolse vita                               | Fekete Ibolya                       | [ 17 ] |
| 28. | 1997 | Witman fiúk                              | Szász János                         | [ 18 ] |
| 29. | 1998 | Szenvedély                               | Fehér György                        | [ 19 ] |
| 30. | 1999 | Nekem lámpást adott kezembe az Úr Pesten | Jancsó Miklós                       | [ 20 ] |
| 31. | 2000 | A napfény íze                            | Szabó István                        | [ 21 ] |
| 32. | 2001 | Werckmeister harmóniák                   | Tarr Béla                           | [ 22 ] |
| 33. | 2002 | Hukkle                                   | Pálfi György                        | [ 23 ] |
| 33. | 2002 | Szép napok                               | Mundruczó Kornél                    | [ 23 ] |
| 34. | 2003 | Rengeteg                                 | Fliegauf Bence                      | [ 24 ] |
| 35. | 2004 | Kontroll                                 | Antal Nimród                        | [ 25 ] |
| 36. | 2005 | A porcelánbaba                           | Gárdos Péter                        | [ 26 ] |
| 37. | 2006 | Fehér tenyér                             | Hajdu Szabolcs                      | [ 27 ] |
| 37. | 2006 | Taxidermia                               | Pálfi György                        | [ 27 ] |
| 38. | 2007 | Ópium – Egy elmebeteg nő naplója         | Szász János                         | [ 28 ] |
| 39. | 2008 | Delta                                    | Mundruczó Kornél                    | [ 29 ] |
| 40. | 2009 | Apaföld                                  | Nagy Viktor Oszkár                  | [ 30 ] |
| 41. | 2010 | Bibliothéque Pascal                      | Hajdu Szabolcs                      | [ 31 ] |